# Heinrich Buhl

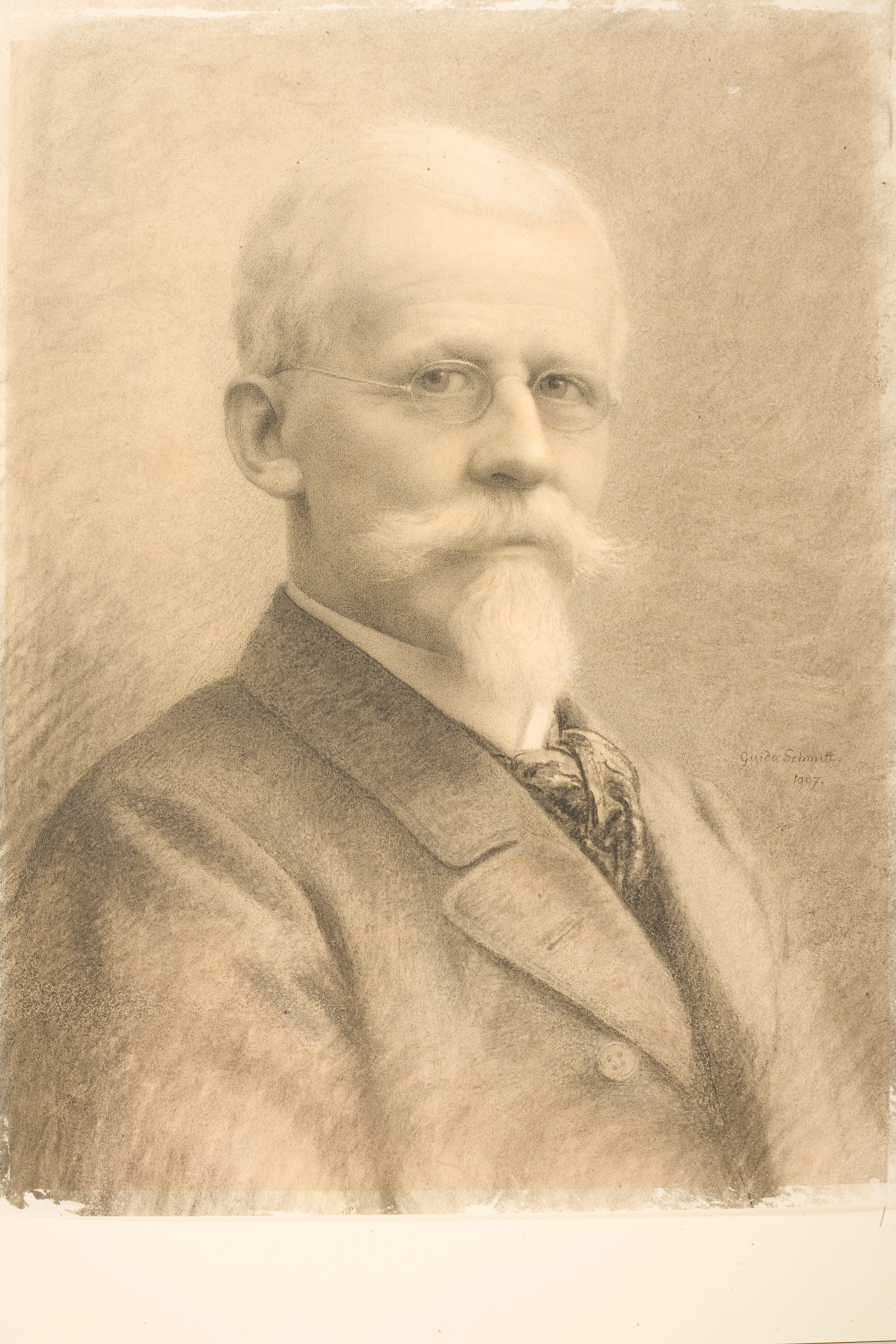
Heinrich Buhl, Kohlezeichnung von Guido Schmitt, 1907

Heinrich Buhl (* 2. Juni 1848 in Deidesheim; † 4. Februar 1907 in Luxor) war ein deutscher Rechtswissenschaftler.

## Leben

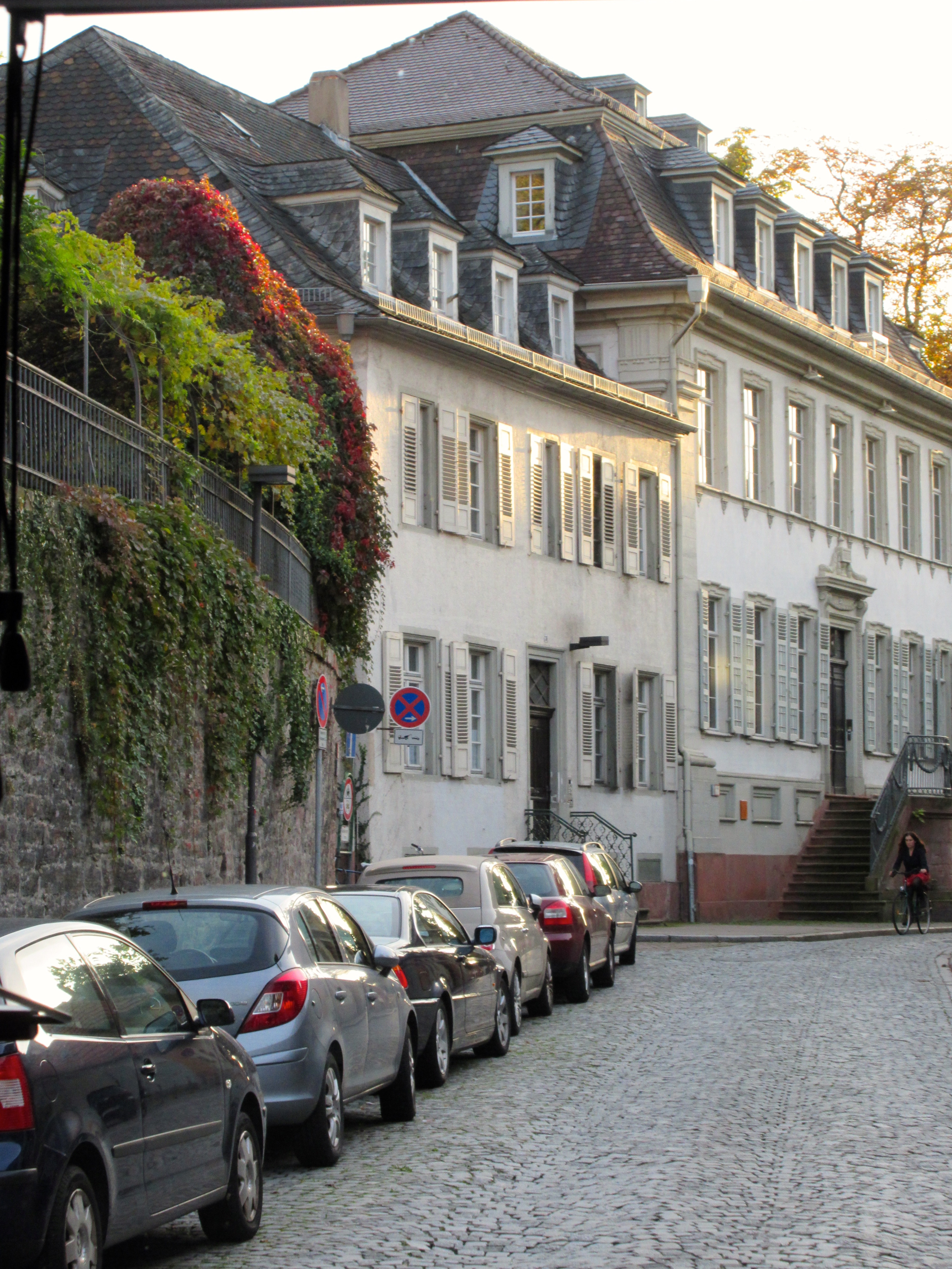
Blick von der Hauptstraße in der Heidelberger Altstadt nach Westen auf das Haus Buhl, das Gesellschaftshaus der Ruprecht-Karls-Universität Heidelberg, und sein östlich gelegenes Nebengebäude

Heinrich Buhl war der jüngste Sohn des Winzers und Politikers Franz Peter Buhl (1809–1862) und der Josephine Jordan, einer Tochter des Deidesheimer Winzers und Politikers Andreas Jordan. Seine Brüder Franz Armand Buhl (1837–1896) und Eugen Buhl (1841–1910) waren beide ebenfalls Weingutbesitzer und in der Politik aktiv. Heinrich besuchte nach dem Hausunterricht in Mannheim das Gymnasium. Zum Wintersemester 1865/1866 nahm er ein Studium der Philosophie und Rechtswissenschaften an der Ruprecht-Karls-Universität Heidelberg auf, später setzte er es an den Universitäten Göttingen, Würzburg und Berlin fort. 1869 wurde er promoviert, 1872 absolvierte er in Heidelberg das Zweite Staatsexamen. In dieser Zeit war er auch als praktischer Jurist tätig, schlug dann aber die akademische Laufbahn ein: Nach dreijährigen Privatstudien habilitierte er sich 1875 an der Juristischen Fakultät der Universität Heidelberg. Am 20. November 1876 heiratete er die 1854 geborene Elisabeth von Struckoff, die Ehe blieb kinderlos.
1878 wurde Buhl in Heidelberg zum außerordentlichen Professor berufen. 1884 lehnte er einen Ruf, den er an die Christian-Albrechts-Universität zu Kiel erhalten hatte, ab. Im gleichen Jahr wurde er Honorarprofessor in Heidelberg, zwei Jahre später dort ordentlicher Professor für Zivilprozess und französisches Recht. Seinen Forschungsschwerpunkt bildete ursprünglich das römische Recht, daneben beschäftigte er sich nun auch mit dem französischen Zivilrecht und dem Landrecht des Großherzogtums Baden. Mehrfach (1886/1887, 1890/1891, 1897/1898, 1904/1905) wurde er zum Dekan der juristischen Fakultät gewählt, 1902/1903 amtierte er als Prorektor der Universität.
1902 wurde Heinrich Buhl Großherzoglich Badischer Hofrat und 1903 zum Geheimen Hofrat ernannt. Von 1903 bis 1904 besaß er als Abgeordneter der Universität Heidelberg ein Mandat in der Ersten Kammer der Badischen Ständeversammlung. Auf einer Reise, die er im Herbst 1906 zur Linderung einer chronischen fieberhaften Krankheit angetreten hatte, starb er am 4. Februar 1907 in Luxor (Ägypten).
Das repräsentative Wohnhaus in der Hauptstraße der Heidelberger Altstadt, das er 1889 erworben hatte, vermachte er der Universität Heidelberg. Es dient ihr heute als Gesellschaftshaus und ist bekannt als Haus Buhl.

## Schriften
- Beiträge zur Lehre vom Anerkennungsvertrage. Koester, Heidelberg 1875 (Habilitationsschrift).
- Die agrarische Frage im alten Rom. Koester, Heidelberg 1878.
- Zur Rechtsgeschichte des deutschen Sortimentsbuchhandels. C. Winter’s Universitäts-Buchhandlung, Heidelberg 1879.
- Africans Quaestionen und ihr Verhältnis zu Julian. In: Zeitschrift der Savigny-Stiftung, Band 2 (1881), S. 180–199.
- Salvius Julianus. Band 1: Einleitung. Personenrecht. Gustav Koester, Heidelberg 1886 (online, mehr nie erschienen).
- als Hrsg.: Gesetze über Vormundschafts- und Nachlaßwesen (Rosin’s Handbibliothek badischer Gesetze. Band 4). 2. Auflage, Mohr, Freiburg im Breisgau 1890 (online).
- Hugo Donellus in Heidelberg (1573-1579). In: Neue Heidelberger Jahrbücher, Jahrgang 2, 1892, Heft 2, S. 280–313 (online).
- Der Schutz des Eigentums an beweglichen Sachen. Koester, Heidelberg 1896.
- Das Recht der beweglichen Sachen nach dem bürgerlichen Gesetzbuche (= Das Recht des Bürgerlichen Gesetzbuches in Einzeldarstellungen. Band 12). Guttentag, Berlin 1901
- Römisches Recht und bürgerliches Gesetzbuch. J. Hörning, Heidelberg 1902 (online).